# Fourmagnac
Fourmagnac est une commune française, située dans l'est du département du Lot en région Occitanie.
Elle est également dans la Limargue, une région naturelle occupant une dépression verdoyante entre les causses du Quercy et le Ségala quercynois.
Exposée à un climat océanique altéré, elle est drainée par le Drauzou, le ruisseau de la Dournelle et par divers autres petits cours d'eau. La commune possède un patrimoine naturel remarquable composé de trois zones naturelles d'intérêt écologique, faunistique et floristique.
Fourmagnac est une commune rurale qui compte 176 habitants en 2022, après avoir connu un pic de population de 672 habitants en 1821.  Elle fait partie de l'aire d'attraction de Figeac. Ses habitants sont appelés les Fourmagnacois ou  Fourmagnacoises.

## Géographie

### Communes limitrophes
|      | Saint-Bressou |            |
| Fons | Fourmagnac    | Cardaillac |
|      | Camburat      |            |

### Climat
Pour des articles plus généraux, voir Climat de l'Occitanie et Climat du Lot.
En 2010, le climat de la commune est de type climat océanique altéré, selon une étude s'appuyant sur une série de données couvrant la période 1971-2000. En 2020, Météo-France publie une typologie des climats de la France métropolitaine dans laquelle la commune est exposée à un climat de montagne ou de marges de montagne et est dans la région climatique Ouest et nord-ouest du Massif Central, caractérisée par une pluviométrie annuelle de 900 à 1 500 mm, maximale en automne et en hiver.
Pour la période 1971-2000, la température annuelle moyenne est de 12,7 °C, avec une amplitude thermique annuelle de 15,5 °C. Le cumul annuel moyen de précipitations est de 1 060 mm, avec 11,3 jours de précipitations en janvier et 6,6 jours en juillet. Pour la période 1991-2020, la température moyenne annuelle observée sur la station météorologique la plus proche, située sur la commune de Faycelles à 11 km à vol d'oiseau, est de 13,1 °C et le cumul annuel moyen de précipitations est de 806,2 mm,. Pour l'avenir, les paramètres climatiques de la commune estimés pour 2050 selon différents scénarios d’émission de gaz à effet de serre sont consultables sur un site dédié publié par Météo-France en novembre 2022.

### Milieux naturels et biodiversité
L’inventaire des zones naturelles d'intérêt écologique, faunistique et floristique (ZNIEFF) a pour objectif de réaliser une couverture des zones les plus intéressantes sur le plan écologique, essentiellement dans la perspective d’améliorer la connaissance du patrimoine naturel national et de fournir aux différents décideurs un outil d’aide à la prise en compte de l’environnement dans l’aménagement du territoire.
Deux ZNIEFF de type 1 sont recensées sur la commune :
le « plan d'eau des sagnes » (5 ha), couvrant 2 communes du département et 
le « ruisseau de Pont de Mol » (18 ha), couvrant 4 communes du département
et une ZNIEFF de type 2, : 
le « Haut bassin du Drauzou » (2 611 ha), couvrant 10 communes du département.

Carte des ZNIEFF de type 1 et 2 à Fourmagnac.
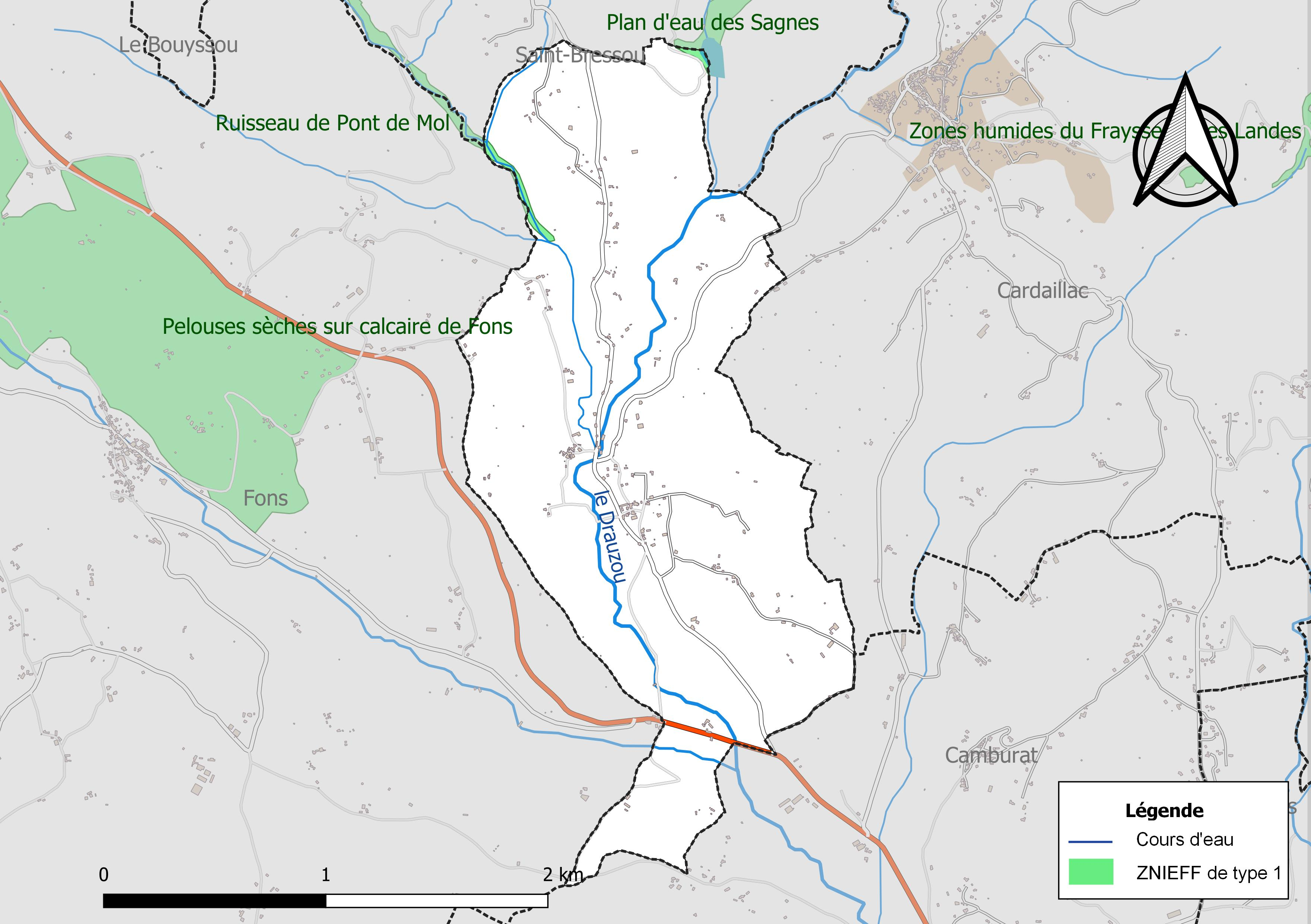
Carte des ZNIEFF de type 1 sur la commune.
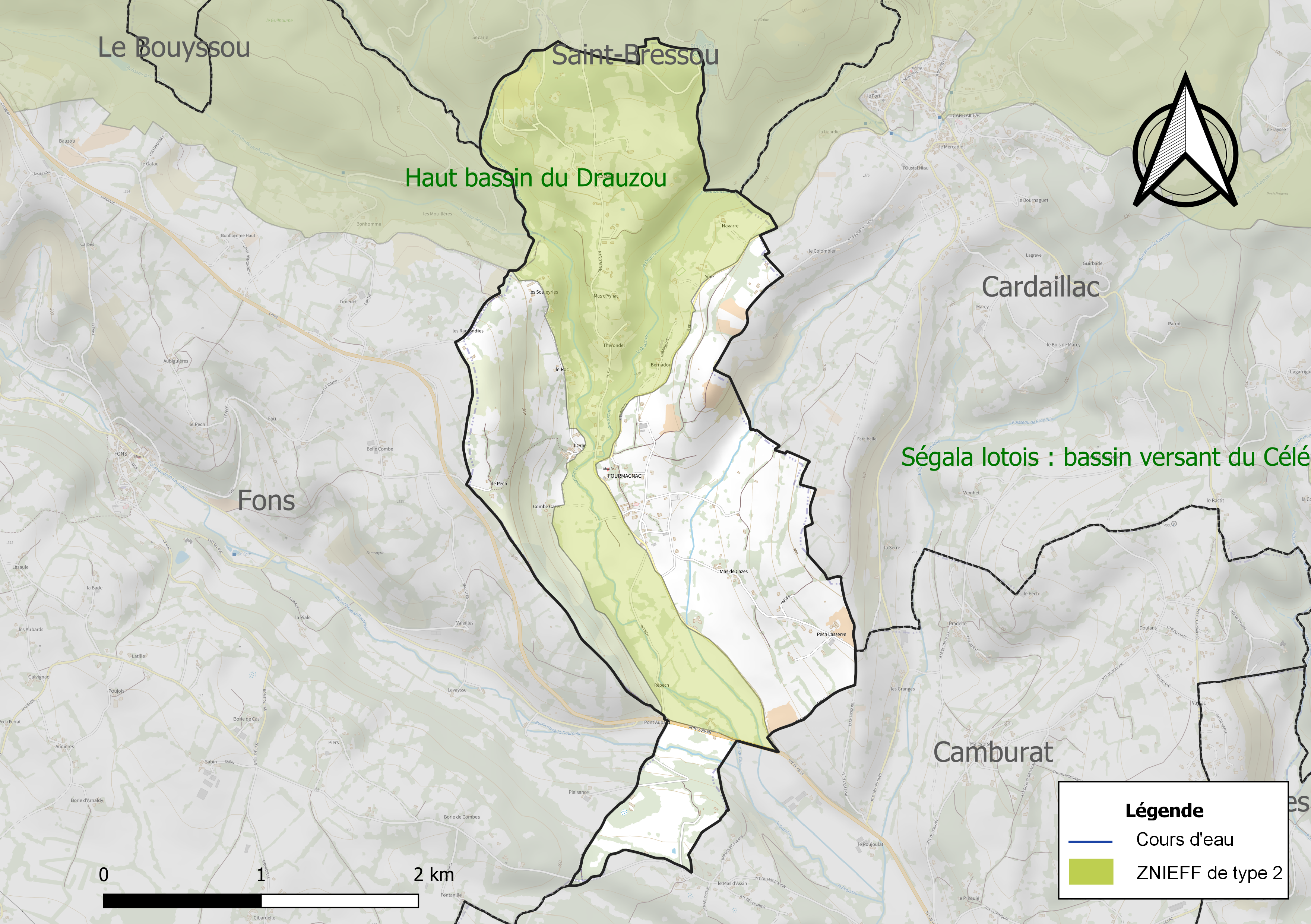
Carte de la ZNIEFF de type 2 sur la commune.

## Urbanisme

### Typologie
Au 1er janvier 2024, Fourmagnac est catégorisée commune rurale à habitat dispersé, selon la nouvelle grille communale de densité à sept niveaux définie par l'Insee en 2022.
Elle est située hors unité urbaine. Par ailleurs la commune fait partie de l'aire d'attraction de Figeac, dont elle est une commune de la couronne,. Cette aire, qui regroupe 59 communes, est catégorisée dans les aires de moins de 50 000 habitants,.

### Occupation des sols
L'occupation des sols de la commune, telle qu'elle ressort de la base de données européenne d’occupation biophysique des sols Corine Land Cover (CLC), est marquée par l'importance des territoires agricoles (79,1 % en 2018), une proportion identique à celle de 1990 (79,1 %). La répartition détaillée en 2018 est la suivante : 
prairies (79,1 %), forêts (20,9 %). L'évolution de l’occupation des sols de la commune et de ses infrastructures peut être observée sur les différentes représentations cartographiques du territoire : la carte de Cassini (XVIIIe siècle), la carte d'état-major (1820-1866) et les cartes ou photos aériennes de l'IGN pour la période actuelle (1950 à aujourd'hui).

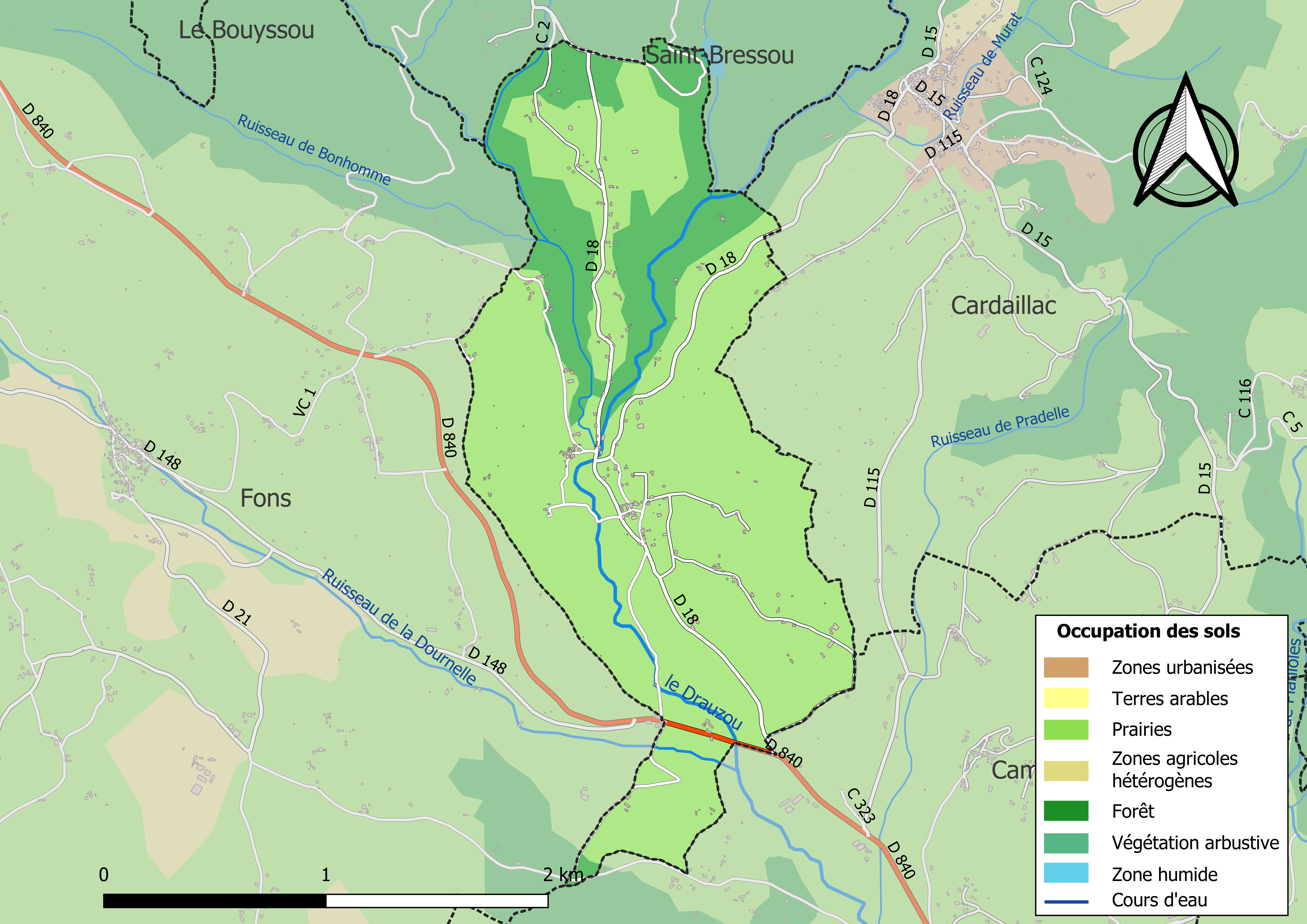
Carte des infrastructures et de l'occupation des sols de la commune en 2018 (CLC).

### Risques majeurs
Le territoire de la commune de Fourmagnac est vulnérable à différents aléas naturels : météorologiques (tempête, orage, neige, grand froid, canicule ou sécheresse), inondations, feux de forêts, mouvements de terrains et séisme (sismicité très faible). Il est également exposé à un risque technologique,  le transport de matières dangereuses. Un site publié par le BRGM permet d'évaluer simplement et rapidement les risques d'un bien localisé soit par son adresse soit par le numéro de sa parcelle.

#### Risques naturels
Certaines parties du territoire communal sont susceptibles d’être affectées par le risque d’inondation par débordement de cours d'eau, notamment le Drauzou. La cartographie des zones inondables en ex-Midi-Pyrénées réalisée dans le cadre du XIe Contrat de plan État-région, visant à informer les citoyens et les décideurs sur le risque d’inondation, est accessible sur le site de la DREAL Occitanie. La commune a été reconnue en état de catastrophe naturelle au titre des dommages causés par les inondations et coulées de boue survenues en 1982, 1993, 1994 et 1999,.
Fourmagnac est exposée au risque de feu de forêt. Un plan départemental de protection des forêts contre les incendies a été approuvé par arrêté préfectoral le 30 novembre 2015 pour la période 2015-2025. Les propriétaires doivent ainsi couper les broussailles, les arbustes et les branches basses sur une profondeur de 50 mètres, aux abords des constructions, chantiers, travaux et installations de toute nature, situées à moins de 200 mètres de terrains en nature
de bois, forêts, plantations, reboisements, landes ou friches. Le brûlage des déchets issus de l’entretien des parcs et jardins des ménages et des collectivités est interdit. L’écobuage est également interdit, ainsi que les feux de type méchouis et barbecues, à l’exception de ceux prévus dans des installations fixes (non situées sous couvert d'arbres) constituant une dépendance d'habitation.

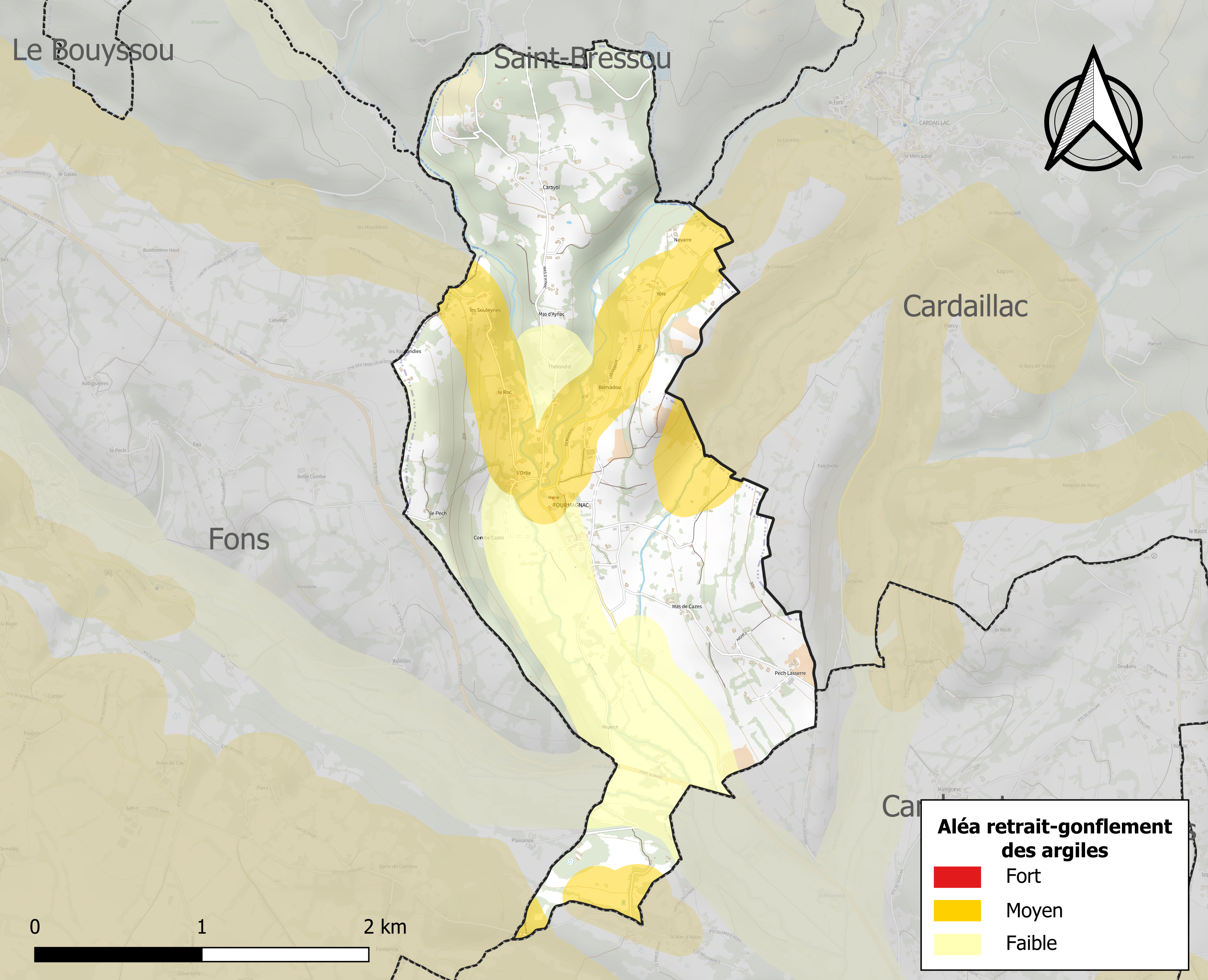
Carte des zones d'aléa retrait-gonflement des sols argileux de Fourmagnac.

Les mouvements de terrains susceptibles de se produire sur la commune sont des glissements de terrain.
Le retrait-gonflement des sols argileux est susceptible d'engendrer des dommages importants aux bâtiments en cas d’alternance de périodes de sécheresse et de pluie. 20,3 % de la superficie communale est en aléa moyen ou fort (67,7 % au niveau départemental et 48,5 % au niveau national). Sur les 108 bâtiments dénombrés sur la commune en 2019, 36 sont en aléa moyen ou fort, soit 33 %, à comparer aux 72 % au niveau départemental et 54 % au niveau national. Une cartographie de l'exposition du territoire national au retrait gonflement des sols argileux est disponible sur le site du BRGM,.
Par ailleurs, afin de mieux appréhender le risque d’affaissement de terrain, l'inventaire national des cavités souterraines permet de localiser celles situées sur la commune.
Concernant les mouvements de terrains, la commune a été reconnue en état de catastrophe naturelle au titre des dommages causés par des mouvements de terrain en 1999.

#### Risques technologiques
Le risque de transport de matières dangereuses sur la commune est lié à sa traversée par une route à fort trafic. Un accident se produisant sur une telle infrastructure est susceptible d’avoir des effets graves sur les biens, les personnes ou l'environnement, selon la nature du matériau transporté. Des dispositions d’urbanisme peuvent être préconisées en conséquence.

## Toponymie
Attestée sous la forme Formanhaco dans un pouillé médiéval.
Selon certains, le toponyme Fourmagnac serait formé à partir de furnum magnum qui ferait référence au grand four de la seigneurie de Cardaillac. Mais selon Gaston Bazalgues, Fourmagnac serait plus probablement basé sur l'anthroponyme gallo-romain Forminius ou Forminianus. La terminaison -ac est issue du suffixe gaulois -acon (lui-même du celtique commun *-āko-), souvent latinisé en -acum dans les textes. Ce toponyme signifiait : le domaine de Forminius. Il se retrouve aussi sur la commune de Lavercantière.

## Politique et administration
| Période                                  | Période  | Identité                 | Étiquette | Qualité |
| ---------------------------------------- | -------- | ------------------------ | --------- | ------- |
| 1793                                     | 1796     | M. Jean SOLVADIE         |           |         |
| 1796                                     | 1797     | M. Géraud FERRIEU        |           |         |
| 1797                                     | 1802     | M. Jean Antoine CHARTROU |           |         |
| 1802                                     | 1804     | M. Mathieu CHARTROU      |           |         |
| 1804                                     | 1832     | M. Jean-Antoine CHARTROU |           |         |
| 1832                                     | 1837     | M. Jean NOUVEL           |           |         |
| 1837                                     | 1844     | M. Géraud CHARTROU       |           |         |
| 1844                                     | 1860     | M. Jean-Géraud CHARTROU  |           |         |
| 1860                                     | 1870     | M. Pierre CHARTROU       |           |         |
| 01/1871                                  | 05/1871  | M. Louis TAURAND         |           |         |
| 1871                                     | 1877     | M. Antoine LAPORTE       |           |         |
| 1878                                     | 1881     | M. Géraud CHARTROU       |           |         |
| 1881                                     | 1893     | M. Antoine LAPORTE       |           |         |
| 1893                                     | 1908     | M. Ophelin CHARTROU      |           |         |
| 1908                                     | 1915     | M. Maurice DELCLAUX      |           |         |
| 1919                                     | 1929     | M. Paul TAURAND          |           |         |
| 1929                                     | 1935     | M. Louis CHENEAU         |           |         |
| 1935                                     | 1957     | M. Gabriel PRADAYROL     |           |         |
| 1957                                     | 1969     | M. René LAFEUILLE        |           |         |
| 1969                                     | 1977     | M. Léon GIBILIT          |           |         |
| 1977                                     | 1983     | M. Pierre COULLOUD       |           |         |
| 1983                                     | 1999     | M. Robert BESSAT         |           |         |
| 1999                                     | 2001     | M. Jean GRANOUILLAC      |           |         |
| 2001                                     | 2014     | M. Claude MAGE           |           |         |
| mars 2014                                | 2020     | M. Jean Claude DELCLOUP  |           |         |
| 2020                                     | En cours | M. Alain DANIÈRE         |           |         |
| Les données manquantes sont à compléter. |          |                          |           |         |

## Démographie
L'évolution du nombre d'habitants est connue à travers les recensements de la population effectués dans la commune depuis 1793. Pour les communes de moins de 10 000 habitants, une enquête de recensement portant sur toute la population est réalisée tous les cinq ans, les populations de référence des années intermédiaires étant quant à elles estimées par interpolation ou extrapolation. Pour la commune, le premier recensement exhaustif entrant dans le cadre du nouveau dispositif a été réalisé en 2008.

En 2022, la commune comptait 176 habitants, en évolution de +12,1 % par rapport à 2016 (Lot : +1,31 %, France hors Mayotte : +2,11 %).
| 1793 | 1800 | 1806 | 1821 | 1831 | 1836 | 1841 | 1846 | 1851 |
| ---- | ---- | ---- | ---- | ---- | ---- | ---- | ---- | ---- |
| 580  | 651  | 599  | 672  | 454  | 364  | 371  | 370  | 370  |

| 1856 | 1861 | 1866 | 1872 | 1876 | 1881 | 1886 | 1891 | 1896 |
| ---- | ---- | ---- | ---- | ---- | ---- | ---- | ---- | ---- |
| 367  | 341  | 365  | 346  | 340  | 321  | 320  | 282  | 264  |

| 1901 | 1906 | 1911 | 1921 | 1926 | 1931 | 1936 | 1946 | 1954 |
| ---- | ---- | ---- | ---- | ---- | ---- | ---- | ---- | ---- |
| 266  | 239  | 234  | 217  | 176  | 164  | 135  | 132  | 110  |

| 1962 | 1968 | 1975 | 1982 | 1990 | 1999 | 2006 | 2008 | 2013 |
| ---- | ---- | ---- | ---- | ---- | ---- | ---- | ---- | ---- |
| 114  | 107  | 103  | 110  | 110  | 106  | 136  | 145  | 156  |

| 2018 | 2022 | - | - | - | - | - | - | - |
| ---- | ---- | - | - | - | - | - | - | - |
| 165  | 176  | - | - | - | - | - | - | - |

## Économie

### Revenus
En 2018, la commune compte 75 ménages fiscaux, regroupant 186 personnes. La médiane du revenu disponible par unité de consommation est de 21 340 € (20 740 € dans le département).

### Emploi
|                | 2008  | 2013  | 2018  |
| -------------- | ----- | ----- | ----- |
| Commune        | 3,3 % | 6,5 % | 9,1 % |
| Département    | 7,3 % | 8,9 % | 9,6 % |
| France entière | 8,3 % | 10 %  | 10 %  |

En 2018, la population âgée de 15 à 64 ans s'élève à 88 personnes, parmi lesquelles on compte 78,4 % d'actifs (69,3 % ayant un emploi et 9,1 % de chômeurs) et 21,6 % d'inactifs,. Depuis 2008, le taux de chômage communal (au sens du recensement) des 15-64 ans est inférieur à celui de la France et du département.
La commune fait partie de la couronne de l'aire d'attraction de Figeac, du fait qu'au moins 15 % des actifs travaillent dans le pôle,. Elle compte 6 emplois en 2018, contre 12 en 2013 et 19 en 2008. Le nombre d'actifs ayant un emploi résidant dans la commune est de 61, soit un indicateur de concentration d'emploi de 9,8 % et un taux d'activité parmi les 15 ans ou plus de 51,9 %.
Sur ces 61 actifs de 15 ans ou plus ayant un emploi, 5 travaillent dans la commune, soit 8 % des habitants. Pour se rendre au travail, 93,4 % des habitants utilisent un véhicule personnel ou de fonction à quatre roues, 1,6 % s'y rendent en deux-roues, à vélo ou à pied et 4,9 % n'ont pas besoin de transport (travail au domicile).

### Activités hors agriculture
5 établissements sont implantés  à Fourmagnac au 31 décembre 2019.
Le secteur des activités spécialisées, scientifiques et techniques et des activités de services administratifs et de soutien est prépondérant sur la commune puisqu'il représente 40 % du nombre total d'établissements de la commune (2 sur les 5 entreprises implantées  à Fourmagnac), contre 13,5 % au niveau départemental.

### Agriculture
|               | 1988 | 2000 | 2010 | 2020 |
| ------------- | ---- | ---- | ---- | ---- |
| Exploitations | 11   | 11   | 7    | 5    |
| SAU (ha)      | 202  | 216  | 95   | 162  |

La commune est dans la Limargue », une petite région agricole occupant une bande verticale à l'est du territoire du département du Lot. En 2020, l'orientation technico-économique de l'agriculture  sur la commune est l'élevage de bovins, pour la viande. Cinq exploitations agricoles ayant leur siège dans la commune sont dénombrées lors du recensement agricole de 2020 (onze en 1988). La superficie agricole utilisée est de 162 ha,,.

## Culture locale et patrimoine

### Lieux et monuments
- L'église Saint-Pierre, église romane. Construite sur l'emplacement d'un vaste cimetière gallo-romain, elle présente des parties hautes remarquables. L'édifice a été inscrit au titre des monuments historiques en 1925[32]. Plusieurs objets sont référencer dans la base Palissy[32].
- La fontaine de Griffoul pétrifiée par le calcaire.
- Le moulin à huile de noix encore en activité sur le ruisseau.
- Le plan d'eau des Sagnes, à la limite Fourmagnac - Saint-Bressou sur le GR 6. Une halle à proximité abrite une buvette pendant l'été ;

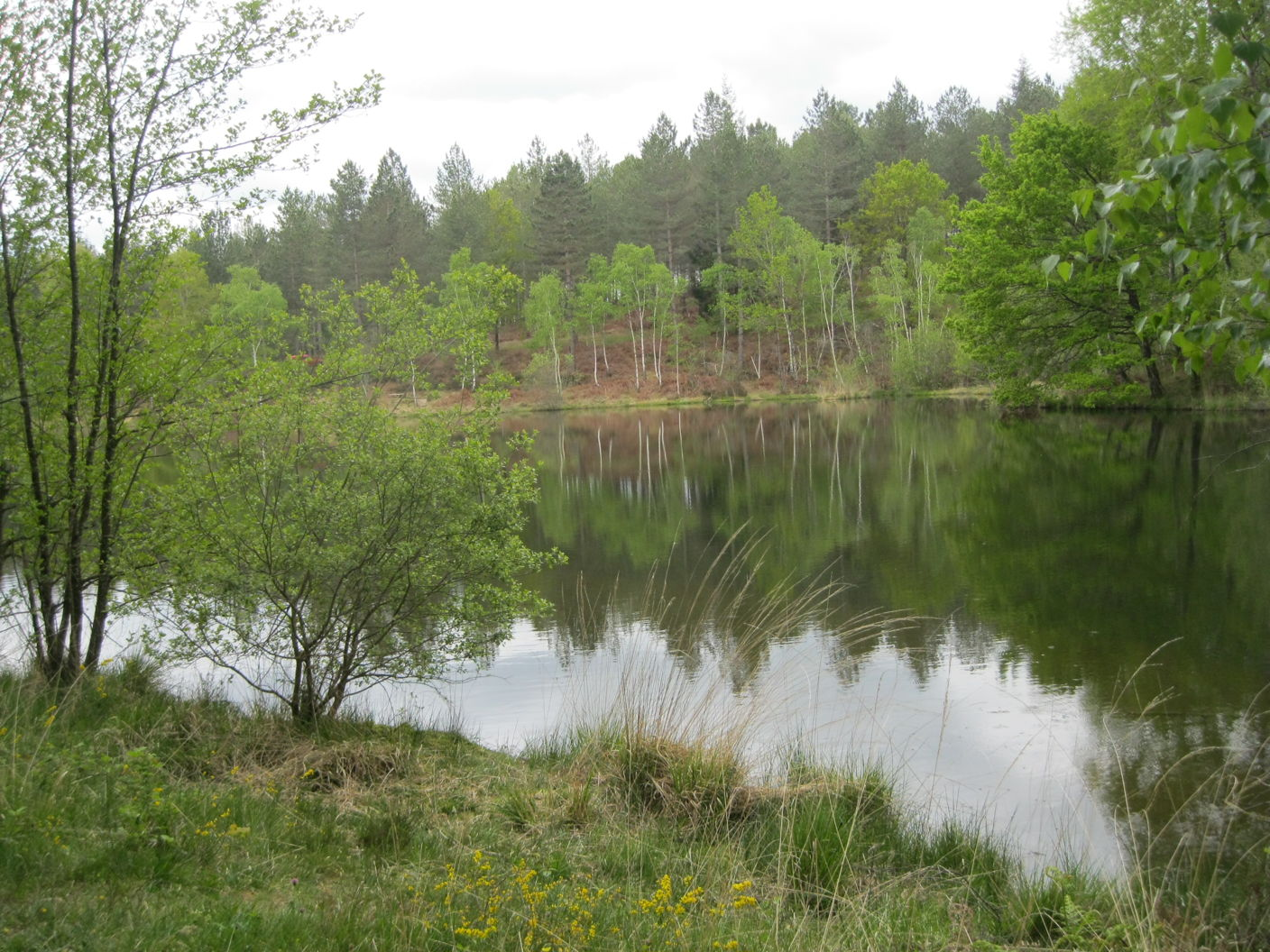
Le plan d'eau des Sagnes.

### Personnalités liées à la commune
- Bernard d'Espagnat, philosophe des sciences, est né le 22 août 1921 à Fourmagnac.